# Andrew Williams (calciatore inglese)
Andrew Williams (fl. XX secolo) è stato un calciatore inglese, di ruolo centrocampista.

## Carriera
Militò nel Milan solo per una stagione, quella di Prima Categoria 1913-1914, scendendo in campo 9 volte e segnando 1 rete contro il Como.
Esordì il 12 ottobre 1913 in Novara-Milan 0-4